# Phillipsburg (Kansas)
Phillipsburg è un comune degli Stati Uniti d'America, situato nello Stato del Kansas, nella contea di Phillips, della quale è il capoluogo.